# Michel Diebolt-Weber
Pour les articles homonymes, voir Diebolt et Weber.
Michel Diebolt-Weber est un homme politique français né le 10 décembre 1859 à Oberhausbergen (Bas-Rhin) et décédé le 18 avril 1936 à Oberhausbergen
Agriculteur, il est sénateur du Bas-Rhin de 1920 à 1936, sous l'étiquette de l'Union républicaine. Il intervient peu et s'occupe exclusivement des intérêts des agriculteurs. Il ne se représente pas en 1936 et meurt quelques mois plus tard.

## Sources
- « Michel Diebolt-Weber », dans le Dictionnaire des parlementaires français (1889-1940), sous la direction de Jean Jolly, PUF, 1960 [détail de l’édition]